# Бессарабська повстанська група
Бессарабська (Південна) повстанська група — повстанська група у складі Повстанської армії УНР, сформована влітку 1921 року у Кишиневі за сприяння румунської влади з інтернованих у Польщі і Румунії українських вояків та повстанських формувань на окупованій Радянською Росією території Одещини для участі у Другому Зимовому поході.

## Підготовка походу
Підготовка Бессарабської групи до Другого зимового походу розпочалася ще навесні 1921 року, коли Повстансько-партизанський штаб надіслав на Південь України перших організаторів повстанської мережі. 30 червня 1921 року для керівництва та координації повстанського руху на Півдні України було створено штаб Південної (Бессарабської) повстанської групи на території Румунії у Кишиневі за адресою вул. Пирогова, 52. Керівництво штабу розділило територію Півдня України на 5 повстанських районів і призначло їхніх керівників. Було також налагоджено зв'язки між окремими повстанськими загонами. З другої половини липня 1921 року штаб розташовувався у Бендерах. Керівником 1-го повстанського району був Йосип Пшонник. У штабі працювали колишній комендант Тирасполя Донцов, Х. Лебідь-Юрчик, капітан Фролов, Б. Боковецький, Козак і Новицький.
Командувачем повстанської групи було призначено генерал-хорунжого Андрія Гулого-Гуленка. У його розпорядження було направлено 40 офіцерів із польських таборів та близько 100 офіцерів і солдатів з Румунії для організаційної роботи. Найближчими помічниками Гулого були Михайло Вербицький, Тихін Березняк та Молдаваненко. За підтримки румунських військ учасників походу під виглядом робітничих бригад розмістили у селах Бендерського повіту. Було споруджено три переправочно-розвідувальні пункти на березі Дністра у селах Видрашкові, Атаках та Криулянах.
Наприкінці жовтня 1921 року з німецької колонії Шабо до штабу групи у Кишиневі було викликано Йосипа Пшонника для формування збройного відділу для участі в антибільшовицькому поході. На той час Подільська повстанська група вже перейшла кордон України, а Волинська група готувалася до походу у прикордонній смузі. У доповіді Петлюрі від 2 листопада 1921 року командувач Повстанською армією Юрій Тютюнник доповідав про відсутність донесень від командувача Південної повстанської групи Гулого-Гуленка.

## Керівництво штабу
- Начальник штабу — підполковник Порфірій Черненко-Чорний (пізніше підполковник Опанас Стефанів).
- Командувач повстанською групою — генерал-хорунжий Андрій Гулий-Гуленко.
- Начальник цивільного управління — полковник Василь Поплавський.
- Начальник розвідчого відділу — підполковник Порфірій Черненко-Чорний (пізніше сотник Павло Василюк).

## Завдання
Бессарабська повстанська група мала вирушити першою з усіх повстанських груп в Україну з території Румунії. Демонструючи наступ головних сил Армії УНР, група повинна була відволікти увагу більшовицьких військ та підтримати операцію прориву Волинської групи для підняття загальноукраїнського повстання. Група мала захопити Тирасполь і рушити на Одесу.

## Бойові дії

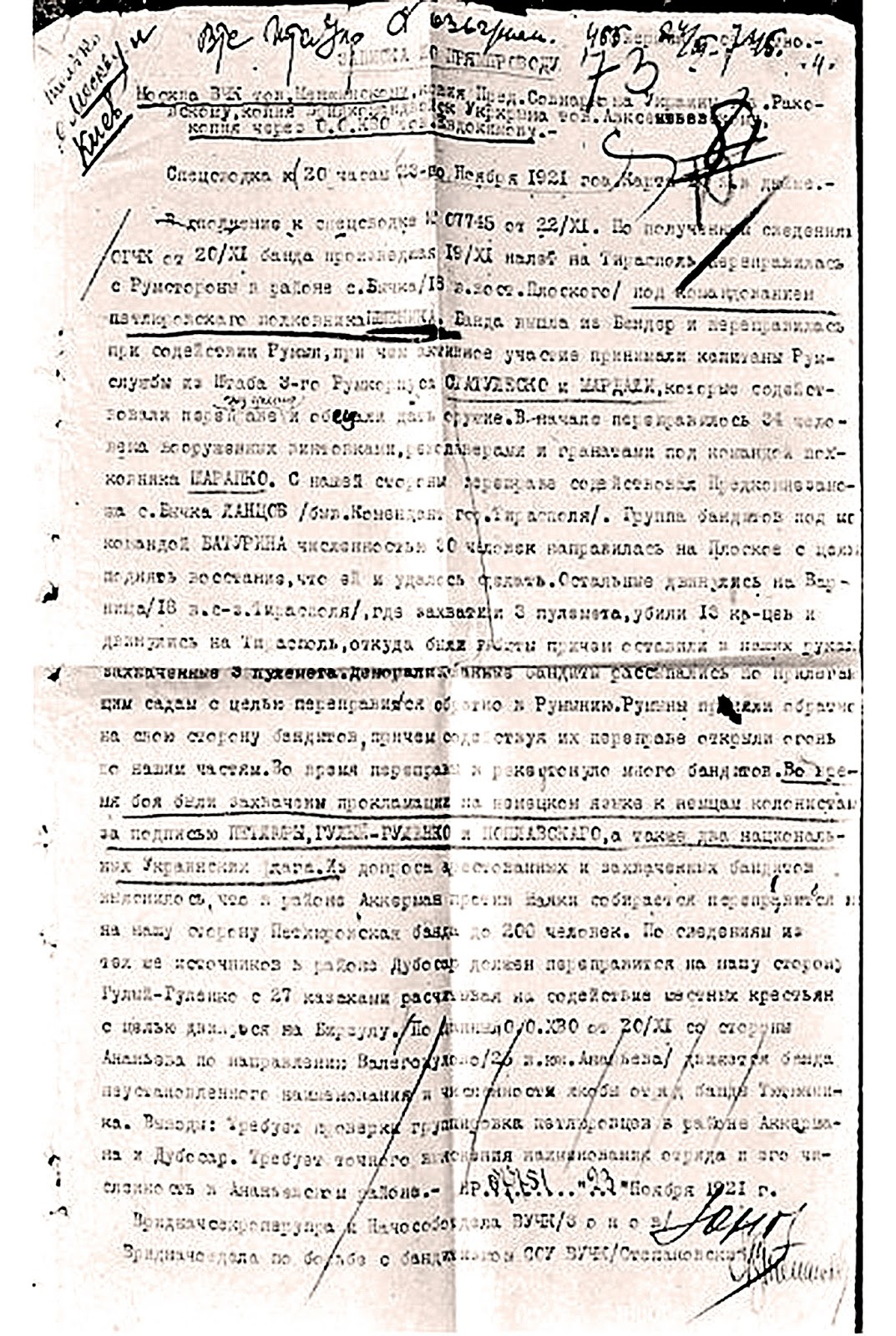
Записка начальника Особвідділу ВУЧК Зонова про напад загону Йосипа Пшонника на Тирасполь 23 листопада 1921 р.

19 листопада 1921 року Басарабська група вирушила у похід трьома відділами. На момент виступу групи склалися несприятливі обставини для проведення операції. Більшовикам вдалося розсіяти більшість повстанських угруповань та розгромити основні підпільні організації Одещини. Партизанські загони Заболотного вже не становили значної сили.
Перший відділ чисельністю 187 вояків під командуванням підполковника Йосипа Пшонника прорвався на лівий берег Дністра за вісім кілометрів на захід від Тирасполя. Вони оточили прикордонну заставу в селі Бичок, зняли вартових та перебили червоноармійців у казармі. Далі повстанський загін рушив до села Паркани, де за допомогою українських селян, швидко впорався із чевоними. В Парканах були захоплені кулемети та гвинтівки, якими озброїлися повсталі селяни. Далі були зайняті села Тернівка і Красногірка, де відділ знову поповнився повстанцями. Разом з місцевими повстанцями Бессарабська група вирушила на Тираспіль. Близько 9 години ранку повстанці захопили західні райони Тирасполя (Фортецю, Зафортечну Слобідку, Житомирські Казарми), але здобути міста їм не вдалося. Велика група місцевих підпільників спробувала захопити будівлю повітової НК, проте чекісти відбили атаку. Назустріч групі вийшов ІІ батальйон 451-го полку Московської дивізії та частини полку особливого призначення під командою Миронова. Одна частина відділу Пшонника відійшла до села Бичок, а інша до Паркан. В ході операції відділ Басарабської групи під командою сотника Пшонника втратив, за радянськими джерелами, 79 вояків, які здебільшого потрапили в полон. Інші пішли вплав через Дністер і декому вдалося дістатися румунського берега.
Другий відділ, менш чисельний, під командою отамана Батурина перейшов Дністер біля містечка Гура-Бікулуй, на північ від Бендер, зайняв село Плоску й вирушив у північно-східному напрямку на місто Тираспіль. Назустріч йому вийшов Тираспільський гарнізон Червоної Армії, і після короткого бою відділ мусив відступити, втративши багато вбитими і пораненими. Частина повстанців потрапили у більшовицький полон, у тому числі двоє старшин, були втрачені летючки-прокламації та державні жовто-блакитні прапори.
Третій відділ кількістю близько 50 чоловік, під командою особисто генерал-хорунжого Гулого-Гуленка перейшов з Басарабії на територію України в районі міста Дубоссари вранці 18 листопада 1921 року. Цей відділ ніяких боїв не вів, а лише забезпечив перехід Гулого-Гуленка в Україну для організації повстанського руху.
До виступу на Україну готувався ще один відділ з 200 бійців під керівництвом капітана Фролова, який дислокувався у районі Акермана; однак він так і не перейшов румунсько-радянського кордону.

## Ліквідація групи
Йосип Пшоник про результати рейду поінформував заступника командувача групи Поплавського. Із настанням морозів та інших несприятливих обставин Андрій Гулий-Гуленко віддав Південній групі наказ припинити підготовку до повстання до особливого розпорядження. 
У відповідь на радянські ноти протесту з приводу підтримки антибільшовицьких повстанських організацій румунська влада розпустила штаб повстанської групи у Кишиневі. Остаточну ліквідацію штабу Бессарабської групи було проведено в лютому 1922 року при місії УНР у Бухаресті.